# Паэвялья
Па́эвялья (эст. Paevälja — «Плитняковая площадка») — микрорайон в районе Ласнамяэ города Таллина, столицы Эстонии. 

## География

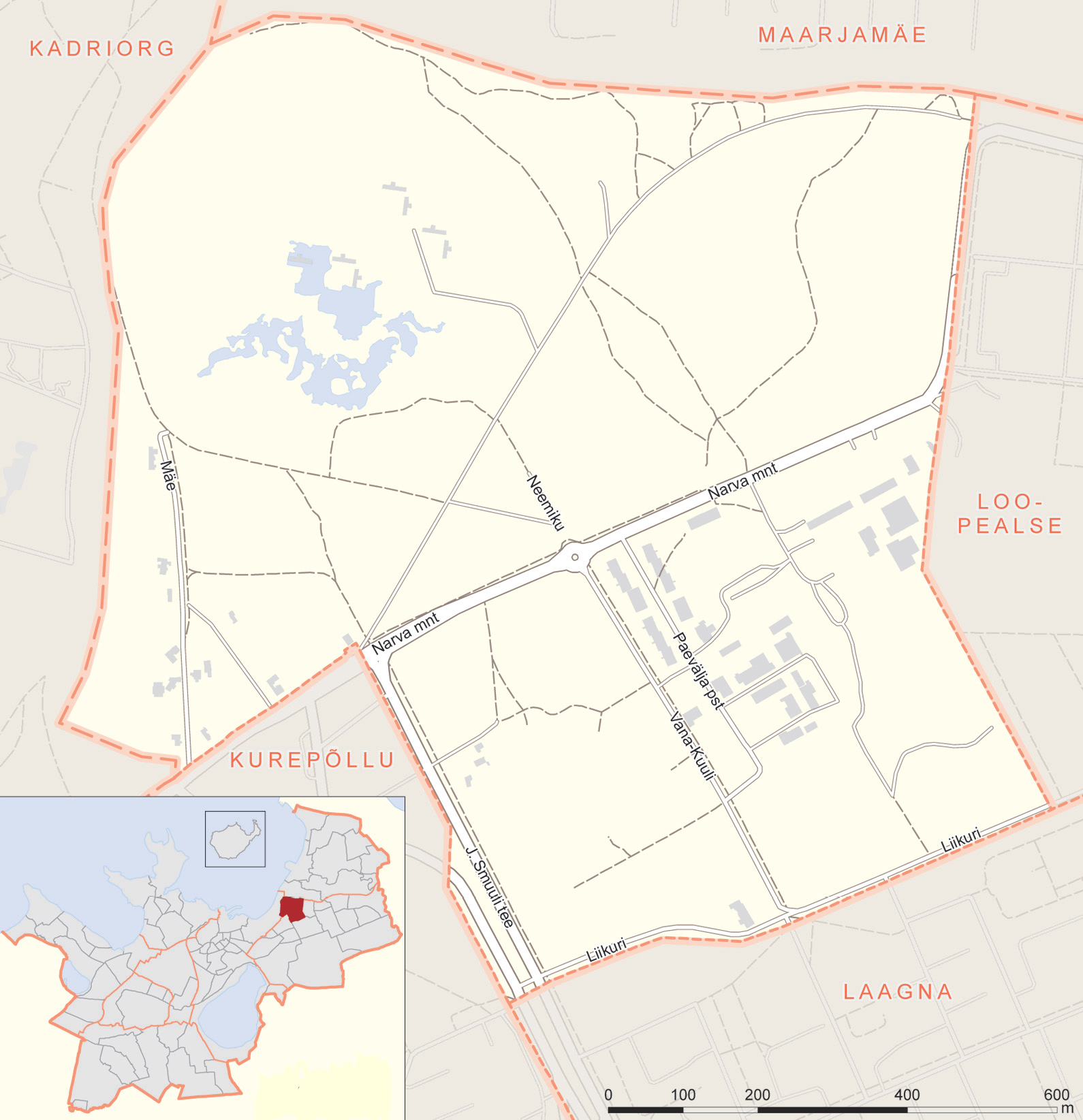
Карта микрорайона Паэвялья

Расположен в восточной части Таллина. Граничит с микрорайонами Маарьямяэ, Лоопеалсе, Лаагна, Курепыллу и Кадриорг. Площадь — 1,19 км². Плотность населения на 1 января 2023 года — 1116,8 чел/км².

## Улицы
В микрорайоне Паэвялья пролегают улицы Вана-Куули, Лийкури, Мяэ, Нарвское шоссе, Неэмику, Юхана Смуула, Панга, бульвар Паэвялья, Паэкалда, Раху, Рюнга.

## Население
В 2014 году население Паэвялья составляло 469 человек, из них мужчины — 47 %; эстонцы составляли 26 % жителей микрорайона.
| Численность населения микрорайона Паэвялья на 1 января по данным Регистра народонасления | Численность населения микрорайона Паэвялья на 1 января по данным Регистра народонасления | Численность населения микрорайона Паэвялья на 1 января по данным Регистра народонасления | Численность населения микрорайона Паэвялья на 1 января по данным Регистра народонасления | Численность населения микрорайона Паэвялья на 1 января по данным Регистра народонасления | Численность населения микрорайона Паэвялья на 1 января по данным Регистра народонасления | Численность населения микрорайона Паэвялья на 1 января по данным Регистра народонасления | Численность населения микрорайона Паэвялья на 1 января по данным Регистра народонасления | Численность населения микрорайона Паэвялья на 1 января по данным Регистра народонасления | Численность населения микрорайона Паэвялья на 1 января по данным Регистра народонасления | Численность населения микрорайона Паэвялья на 1 января по данным Регистра народонасления | Численность населения микрорайона Паэвялья на 1 января по данным Регистра народонасления | Численность населения микрорайона Паэвялья на 1 января по данным Регистра народонасления | Численность населения микрорайона Паэвялья на 1 января по данным Регистра народонасления | Численность населения микрорайона Паэвялья на 1 января по данным Регистра народонасления |
| 2008                                                                                     | 2010                                                                                     | 2011                                                                                     | 2012                                                                                     | 2013                                                                                     | 2014                                                                                     | 2015                                                                                     | 2016                                                                                     | 2017                                                                                     | 2018                                                                                     | 2019                                                                                     | 2020                                                                                     | 2021                                                                                     | 2022                                                                                     | 2023                                                                                     |
| ---------------------------------------------------------------------------------------- | ---------------------------------------------------------------------------------------- | ---------------------------------------------------------------------------------------- | ---------------------------------------------------------------------------------------- | ---------------------------------------------------------------------------------------- | ---------------------------------------------------------------------------------------- | ---------------------------------------------------------------------------------------- | ---------------------------------------------------------------------------------------- | ---------------------------------------------------------------------------------------- | ---------------------------------------------------------------------------------------- | ---------------------------------------------------------------------------------------- | ---------------------------------------------------------------------------------------- | ---------------------------------------------------------------------------------------- | ---------------------------------------------------------------------------------------- | ---------------------------------------------------------------------------------------- |
| 151                                                                                      | ↗236                                                                                     | ↗270                                                                                     | ↗371                                                                                     | ↗407                                                                                     | ↗469                                                                                     | ↘464                                                                                     | ↗507                                                                                     | ↗560                                                                                     | ↗607                                                                                     | ↗801                                                                                     | ↗910                                                                                     | ↗974                                                                                     | ↗1165                                                                                    | ↗1329                                                                                    |

## История
Первые дома на территории Паэвялья начали строить на улице Мяэ, которая упоминается в списках городских улиц уже в 1900 году. 
В начале XX века  авиационная компания «Aeronaut» построила здесь железобетонный ангар. В 1927 году войска противовоздушной обороны построили в Паэвялья военно-воздушную базу и завод по ремонту самолётов, который проработал до 1940 года.
В советское время территория Паэвялья входила в состав X микрорайона Ласнамяэ. Современный микрорайон Паэвялья был образован на основе северной и северо-западной его части. Микрорайон получил своё название в 1991 году, так как в то время его ровная площадь была покрыта обнажениями плитняка.
В 2008 году на улице Вана-Куули были построены новые жилые дома.
Паэвялья — наименее застроенный из микрорайонов Ласнамяэ. На площади Паэвялья ежегодно происходит празднование Иванова дня.

## Общественный транспорт
В микрорайоне курсируют городские автобусы маршрутов № 12, 19, 29, 35, 44, 51, 60, 63, 65.

## Галерея

Микрорайон Паэвялья
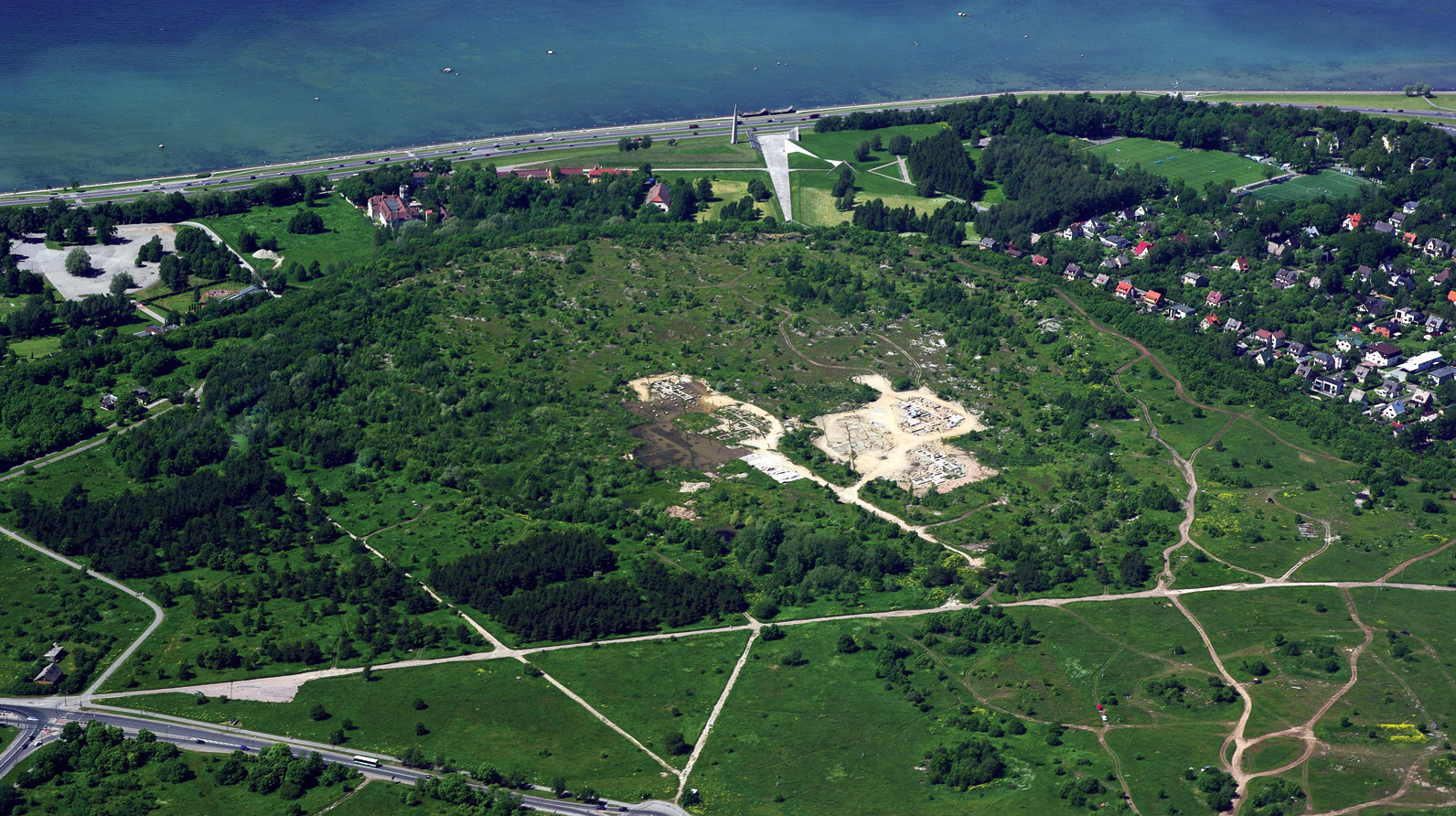
На переднем плане — северо-западная часть Паэвялья
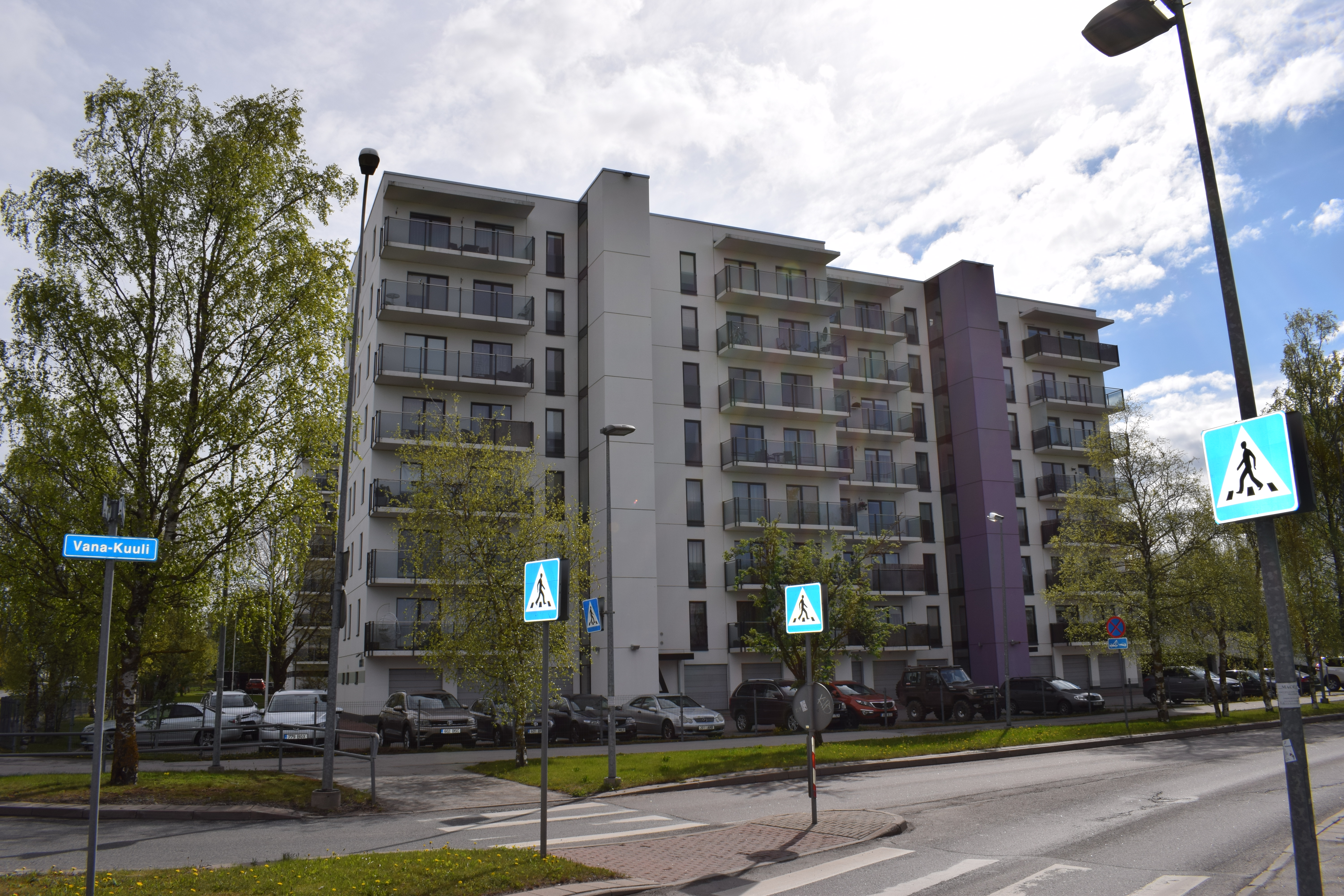
Улица Вана-Куули
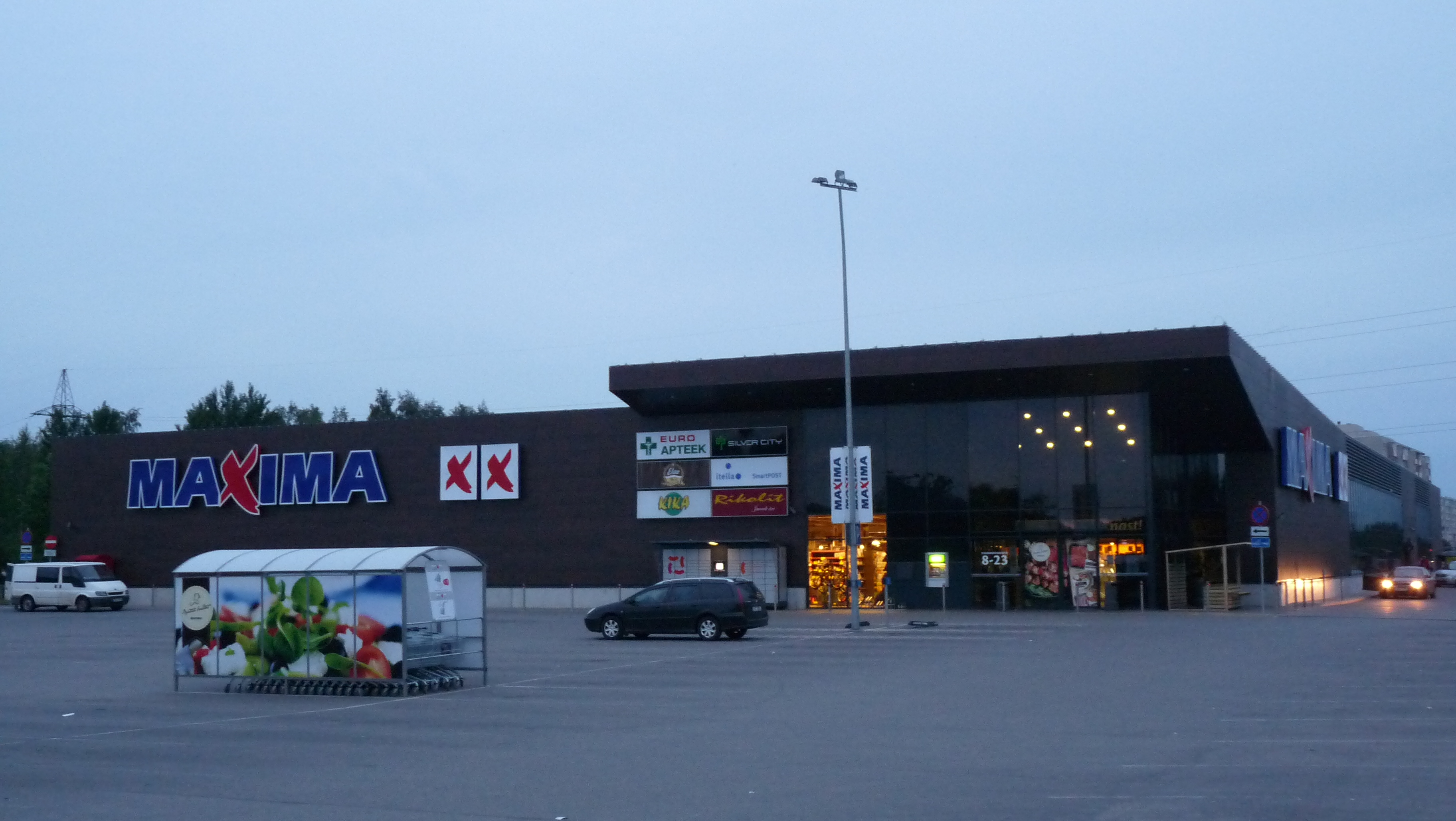
Магазин сети Maxima в микрорайоне Паэвялья
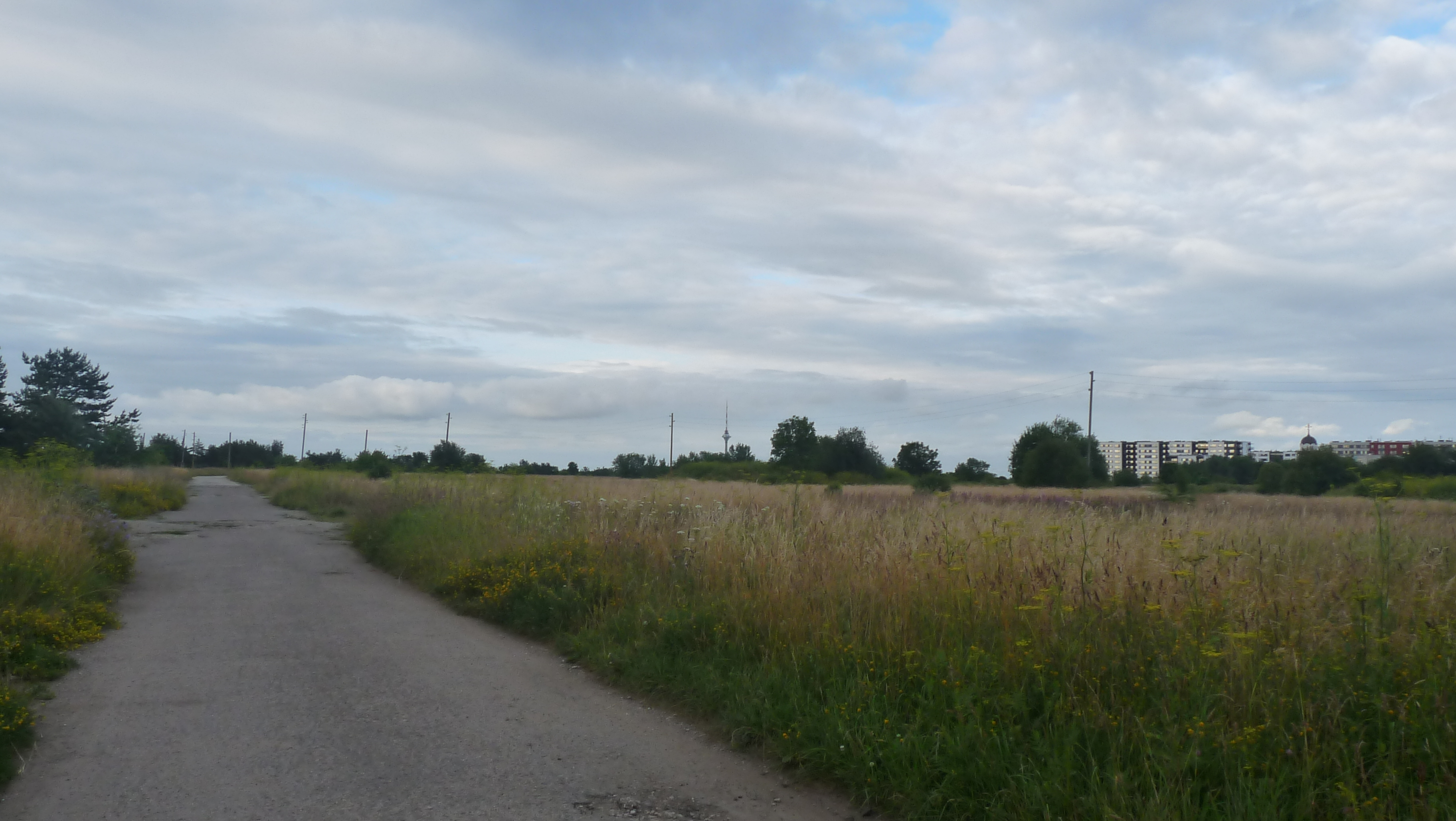
Пустыри в Паэвялья, 2017 год
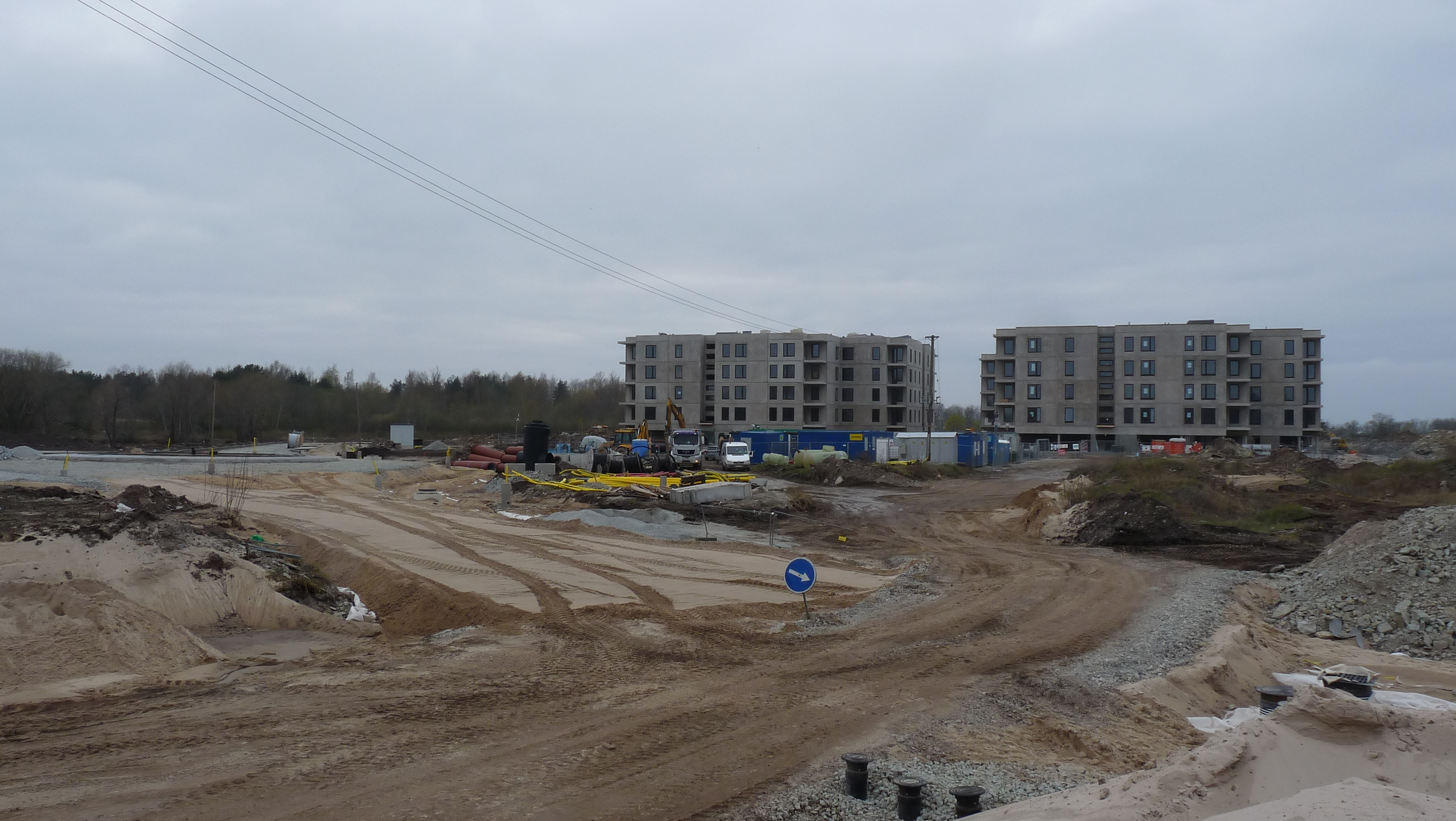
Строительство новых жилых домов в Паэвялья, 2020 год